# 香見喜利平
香見 喜利平（かみ きりへい、1916年 - 没年不詳、本名：辻井義男）は、日本の紙切り師。戦後、大阪の演芸場で活躍した。

## 経歴
天満の魚屋の息子として生まれる。1930年に歌舞伎役者嵐璃徳に弟子入りするが芽が出ず、漫才師に転向するも相方が見つからず、楽屋で暇つぶしに紙切りを披露したのが楽屋で評判となり、22歳（1938年頃）で紙切り師に転向。もともと本名の辻井義男や津井日の丸の名で活動していたが、ある日、漫才師の志摩八郎に「香見喜利平にしろ」と言われ、改名した。紙切りの芸は、ある曲芸師から習ったという。
後に廃業、芸能プロダクション（興行師のような活動）を経営。

## 芸風
- 東京の紙切り（主に初代林家正楽のやっていたような紙切り）とは違い体をくねくねさせず、洋装で高座に上がり、大きな紙を鋏で切るという芸風であった。
- 本人いわく、「東京みたいに狭いとこで切るんなら、細かく切ったほうが喜ぶけど、大阪の演芸場は広いさかい、荒うてええんや!!」。舞台が終わると、喜利平が客に渡した切り絵が客席に捨ててあったこともあったという。
- あまり物知りでなかったため、客から出されたお題を知らなかったり、間違えて切ってしまうことがよくあった。
- 楽屋内で「もう喜利平は死んだ」とささやかれてからだいぶたったある日のこと、3代目桂文我が天王寺公園の近くを散歩していると、「我太やん！我太やん!!」（桂文我の前名・我太呂からついたニックネーム）と声がしたので振り返ってみると、なんと喜利平が若い女性に車いすを押してもらっていた。この女性は、喜利平の息子の嫁だったという。
- 結婚式の余興に行った際、「香見喜利平」という名前が縁起が悪いので本名の辻井義男で出たことがある。仕事によっては名前を使い分けていたようである。